# La Bonne Étoile (film, 1997)
Pour les articles homonymes, voir La Bonne Étoile (homonymie).
Pour plus de détails, voir Fiche technique et Distribution.
La Bonne Étoile (La buena estrella) est un film espagnol réalisé par Ricardo Franco, sorti en 1997.

## Résumé
Rafael est un boucher, castré à la suite d'un accident de jeunesse. Il recueille chez lui Marina, une jeune femme borgne qui vit une relation conflictuelle avec Daniel, son amant. Celui-ci, sans toit, accumule les délits et finit en prison. Marina, enceinte de Daniel, découvre avec Rafael la tendresse, la sécurité et la confiance en elle. Elle accouche d'une petite fille, Estrella, que Rafael va élever comme si elle était la sienne. À sa sortie de prison, Daniel va retrouver Marina et sa fille et bouleverser leur vie en s'installant chez Rafael.

## Fiche technique
- Réalisation : Ricardo Franco
- Scénario : Ricardo Franco et Ángeles González Sinde
- Décors : Juan Botella
- Costumes : Lala Huete
- Montage : Esperanza Cobos
- Musique : Eva Gancedo
- Production : Enrique Cerezo et Pedro Costa
- Langue : espagnol

## Distribution
- Antonio Resines : Rafael
- Maribel Verdú : Marina
- Jordi Mollà : Daniel
- Elvira Mínguez : Ana Maria
- Ramón Barea : Paco
- Clara Sanchís : Elena
- Andrea Ramírez : Estrella, 3 ans
- Lola Franco : Estrella, 9 ans
- Sonia Cuellar : Marinita
- José Domínguez : Ramón
- Ramiro Alonso : Martín
- Francisco Marsó : le chauffeur de taxi
- Cristina Collado : Mari Carmen
- Cristina Camisón : l'infirmière
- José Urdiain : David